# Skoleområde idrottsplats
De Skoleområde idrottsplats is een voormalige ijsbaan in Kirkenes in de provincie Finnmark in het noorden van Noorwegen, dicht bij de grens met Rusland. De openlucht-natuurijsbaan is in gebruik geweest van 1949 tot en met 1968. De ijsbaan lag op 22 meter boven zeeniveau. 
In de jaren 1965, 1967 en 1968 maakte de ijsbaan van Kirkenes deel uit van de beroemde en beruchte “skøytekarussel”, een schaatstournee langs afgelegen ijsbanen rond of zelfs ver boven de poolcirkel, waar flink wat prijzengeld mee te verdienen viel. Op 15 maart 1965 wist Ard Schenk in Kirkenes het klassement over een 500m en 3000m te winnen voor een groot aantal Noorse concurrenten.